# Brachytarsophrys carinense
Espèce
Synonymes
- Leptobrachium carinense Boulenger, 1889
- Brachytarsophrys carinensis (Boulenger, 1889)
- Brachytarsophrys platyparietus Rao & Yang, 1997

Statut de conservation UICN

 LC  : Préoccupation mineure
Brachytarsophrys carinense est une espèce d'amphibiens de la famille des Megophryidae.

## Répartition

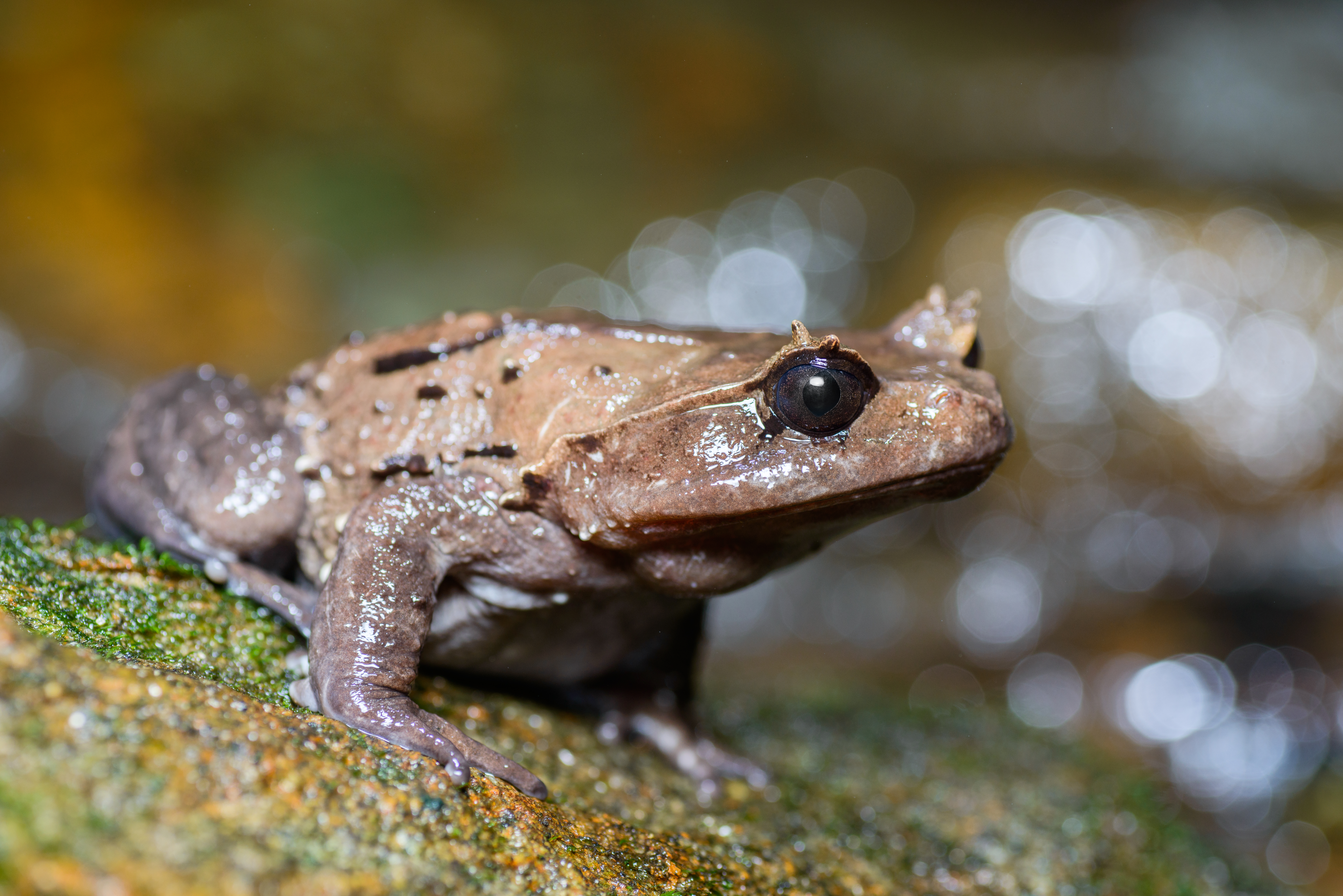
Brachytarsophrys carinense, parc national de Khao Sok, Thaïlande

Cette espèce est endémique du Sud-Est de l'Asie. Elle se rencontre :
- dans le sud de la Birmanie ;
- dans le nord-ouest de la Thaïlande ;
- en République populaire de Chine dans les provinces du Yunnan, du Sichuan, du Guizhou, du Guangxi, du Hunan et du Jiangxi.

## Étymologie
Son nom d'espèce, composé de carin et du suffixe latin -ense, « qui vit dans, qui habite », lui a été donné en référence au lieu de sa découverte, les monts Karen.

## Publications originales
- Boulenger, 1889 : Description of a new batrachian of the genus Leptobrachium, obtained by M. L. Fea in the Karens Mountains, Burma. Annali del Museo Civico di Storia Naturale di Genova, sér. 2, vol. 7, p. 748-750 (texte intégral).
- Rao & Yang, 1997 : The variation in karyotypes of Brachytarsophrys from China with a discussion of the classification of the genus. Asiatic Herpetological Research, vol. 7, p. 103-107 (texte intégral).